# Aalsmeergracht (schip, 1992)
De Aalsmeergracht was een vrachtschip van bevrachtingskantoor Spliethoff. De thuishaven van dit schip was Amsterdam. Het schip is in 1992 te water gelaten bij IHC Holland en heeft tot 2016 voor de Amsterdamse rederij gevaren. De Aalsmeergracht was het laatste schip van de zogenaamde A-serie, een serie van twaalf schepen gebouwd tussen 1989 en 1992 op diverse Nederlandse scheepswerven. De A-serie van Spliethoff werd wereldwijd ingezet.
Onderweg van Noorwegen naar Las Palmas geladen met hout, is op 27-12-1999 bij Ouessant de lading gaan schuiven. Het probleem kon worden opgelost door Brest binnen te lopen en de lading opnieuw te stuwen. In november 2005 heeft het schip bij het Deense eiland Samsø 10.000 ton kolen overgenomen uit de daar op 11-11-2005 aan de grond gelopen bulkcarrier Ever Mighty..
In 2016 is het schip naar Rusland verkocht, hernoemd in Grigoriy Shelikhov, thuishaven Moermansk.